# Quốc kỳ Eritrea
Quốc kỳ Eritrea (tiếng Ả Rập: علم إريتريا) được ấn định vào ngày 24 tháng 5 năm 1993.

## Đặc điểm
Quốc kỳ Eritrea hiện nay vốn là biến thể của đoàn kỳ Mặt trận Dân tộc Giải phóng Eritrea, ra đời năm 1970.

## Lịch sử

Đế quốc Ottoman (1566 - 1889)
Vương quốc Ý (1889 - 1941)
Cộng hòa Eritrea (1952 - 1961)
Vương quốc Ethiopia (1952 - 1974)
Cộng hòa Dân chủ Nhân dân Ethiopia (1974 - 1975)
Cộng hòa Dân chủ Nhân dân Ethiopia (1975 - 1987)
Cộng hòa Dân chủ Nhân dân Ethiopia (1987 - 1991)
Cộng hòa Dân chủ Liên bang Ethiopia (1991 - 1993)
Cộng hòa Eritrea (1993 - 1995)